# Virgilio Mantegazza
Virgilio Mantegazza (Milán, 30 de enero de 1889-Milán, 3 de julio de 1928) fue un deportista italiano que compitió en esgrima, especialista en la modalidad de espada. Participó en los Juegos Olímpicos de París 1924, obteniendo una medalla de bronce en la prueba por equipos.

## Palmarés internacional
| Juegos Olímpicos | Juegos Olímpicos | Juegos Olímpicos  | Juegos Olímpicos   |
| Año              | Lugar            | Medalla           | Prueba             |
| ---------------- | ---------------- | ----------------- | ------------------ |
| 1924             | París (Francia)  | Medalla de bronce | Espada por equipos |